# 82P/Герельса
Комета Герельса 3 (82P/Gehrels) — короткопериодическая комета типа Энке, которая была открыта 27 октября 1975 года нидерландским астрономом Томом Герельсом на фотопластинке, полученной со 122-см телескопа Паломарской обсерватории. Он описал её как слегка диффузный объект 17,0 m видимой звёздной величины с заметной конденсацией в центре. Впоследствии комету удалось обнаруживать на фотопластинках, выставленных 28 и 30 октября. Обладает довольно коротким периодом обращения вокруг Солнца — чуть более 8,43 года.

Орбита кометы Герельса и её положение в Солнечной системе

## История наблюдений
Первый вариант орбиты кометы был рассчитан и опубликован 12 ноября 1975 года британским астрономом Брайаном Марсденом. По пяти точкам местоположения кометы, полученным с 27 октября по 9 ноября, он построил компьютерную модель эллиптической орбиты кометы с прохождением перигелия в 1977 году и периодом 8,02 года. К концу декабря он опубликовал пересмотренную орбиту, согласно которой дата перигелия — 2 апреля 1977 года, а период 8,28 года. Более поздние расчёты, проделанные совместно с японским астрономом Сюити Накано и советским астрономом Еленой Ивановной Казимирчак-Полонской, дали дату прохождения перигелия 23 апреля 1977 года, а период 8,11 года.
Комета была восстановлена 7 августа 1984 года американским астрономом Дж. Гибсоном на том же 122-см телескопе Паломарской обсерватории. Он оценил её яркость как 20 m звёздную величину. В дальнейшем открытие подтвердилось наблюдениями 8 августа, когда комета имела яркость 20-20,5 m. В последний раз комета наблюдалась 24 мая 1987 года.
Комета движется вблизи сильного орбитального резонанса с Юпитером (3:2), что может в самое ближайшее время повлечь серьёзные изменения в её орбите. Известно, что ранее, 15 августа 1977, незадолго до своего открытия, комета уже испытала тесное сближение с Юпитером до 0,0014 а. е. (210 000 км), что вызвало уменьшение перигелия с 5,64 до 3,42 а. е. В XXI веке 21 мая 2063 года ожидается ещё одно такое сближение — до 0,0755 а. е. (11,325 млн км), что вызовет уменьшение перигелия с 3,5 до 3,16 а. е. и сократит орбитальный период с 8,43 до 8,19 года.